# Щипяни
Щипяни или по-старо щиплии (единствено число щипянец, щипянка, щипянче, щиплия, на македонска литературна норма: Штипјани) са жителите на град Щип, Северна Македония. Това е списък на най-известните от тях.

## Родени в Щип
А – Б – В – Г – Д —
Е – Ж – З – И – Й —
К – Л – М – Н – О —
П – Р – С – Т – У —
Ф – Х – Ц – Ч – Ш —
Щ – Ю – Я

### А
- Александър Балабанов (1879 – 1955), български литературовед, преводач и критик
- Александър Георгиев (Санде Чолака, ? – 1908), български революционер
- Александър Гърличков (1923 – 1989), югославски комунист, политик от Социалистическа Република Македония
- Александър Донски (р. 1969), северномакедонски псевдоисторик
- Александър Захариев (? – 1905), български духовник
- Александър Икономов (1876 – ?), български революционер, деец на ВМОРО
- Александър Кралев (1882 – 1905), български революционер
- Александър Малинов (? – 1904), български революционер
- Александър (Сандо) Нехтенин (? – 1900), български революционер, деец на ВМОРО[1][2]
- Александър Параспуров (1871 – ?), български просветен деец, в 1900 година завършил история в Софийския университет[3]
- Александър Развигоров (1874 – 1946), български революционер
- Александър Ставрев (? – 1913), български военен деец, поручик
- Ампо Карагьозов (1900 – ?), български революционер, деец на ВМРО[4]
- Ана Дурловски (р. 1978), северномакедонска оперна певица
- Анастас Чепреганов, български учител в родния си град между 1874 – 1883 година[5]
- Андон Пиперевски (1877 – 1942), български предприемач
- Андрей Самоников, сръбски просветен деец
- Андрея Арсов (1857 – 1923), български търговец и предприемач.[6]
- Антон Джамбазов, български колоездач[7]
- Апостол Поликарев, български духовник;
- Арсени Костенцев (1842 – 1921), български просветен деец;
- Арсо Лазаров (1845 – ?), български общественик
- Асан Керим (1921 – 1990), югославски политик
- Атанас Ковачев (1820 – ?), български духовник
- Ацо Шопов (1923 – 1982), поет от Социалистическа Република Македония, академик

### Б
- Благо Мишев Манев (? – 1943), български военен деец, подпоручик, загинал през Втората световна война[8]
- Благой Монев Кратовалиев (? – 13 август 1929), български революционер, ръководител на Македонската младежка тайна революционна организация в Щип
- Благой Самоников (р. 1942), северномакедонски поет
- Благой Пуздерлиев, български революционер от ВМОРО и ВМОК
- Борис Данев, български революционер, деец на ВМОРО, обесен[9]
- Борис Милевски, югославски партизанин и военен деец
- Бобан Николов (р. 1994), футболист от Северна Македония

### В
- Васил Хаджикимов (1903 – 1992), български революционер, деец на ВМРО (обединена) и на ВМРО;
- Васил Хаджиянков, български революционер, деец на ВМОРО, жив към 1918 г.[2]
- Виктория Димитрова Бабамова-Възвъзова (1894 – 1978), българска общественичка, дъщеря на Димитър Бабамов
- Владимир (Владо) Ванев, български революционер от ВМОРО, роден в Ново село, четник на Ефрем Чучков,[10] четник на Стоян Мишев[11]
- Владимир Живков (? – 1910), български духовник и революционер
- Владимир Ковачев (1875 – 1910), български революционер
- Владимир Сланков (1889 – 1914), български революционер, войвода на ВМОРО;
- Владислав Ковачев (1875 – ?), български революционер, деец на ВМОК

### Г
- Гано Рибарски, български революционер, деец на ВМОРО, убит преди 1918 г.[12]
- Георги (Гьошо) Арсов, български революционер от ВМОРО, четник на Иван Бърльо в 1914 година[13] и в март - май 1915 година,[14] четник и по-късно в 1915 година[15]
- Георги Гочев (1878 – 1942), български революционер
- Георги Здравев (1883 – 1928), български политик, деец на БЗНС
- Георги Иванчев, български революционер от ВМОРО, четник на Иван Бърльо в 1914 година[13]
- Георги Камчев, български революционер от ВМОРО, четник на Мише Развигоров[16]
- Георги Османков (? – след 1944), български пердприемач и общественик
- Георги Попянев (1886 – 1965), български революционер, деец на ВМРО[17]
- Георги Сачев (1886 – 1958), български просветен деец и медик
- Григор Бурев, български революционер, учител в Кочани и член на околийския революционен комитет в 1898 година.[18]
- Григор Гърличков (1861 – 1935), български ветеринарен лекар
- Григор Здравев, доброволец в четата на Георги Бабаджанов през Сръбско-българската война в 1885 година[19]
- Григор Хаджикимов (1893 – 1965), български революционер, деец на ВМРО;
- Гьоре Иванчев, български революционер, деец на ВМОРО, четник в четата на Иван Бърльо в март - май 1915 година[14]
- Гьоре Христов, български революционер, деец на ВМОРО, четник в четата на Иван Бърльо в 1915 година[20]
- Гьошо Пачаваров (Гьоше Пачаврата) (? – 1902), деец на ВМОРО[2][4][21]
- Гьошо Икономов, деец на ВМОРО
- Гьошо Стоименов (1896 – 1922), деец на ВМРО, убит през декември 1922 година от органи на българската полиция.[22]

### Д
- Данаил Щиплията (около 1830 – около 1900), български иконописец
- Дане Мите, българин, православен, арестуван на 28 януари 1901 година, обвинен в „присъединяване към бунтовническото движение и дръзване да употреби оръжие против жандармерията и султанската войска, които били изпратен да задушат въоръженото събиране в махалата Ново село, Щипска каза, където се призовавало на оръжие, и замесеност в сблъсъка, който со случил след това, в който били убити капитан Реджеп ефенди, поручик Али ефенди и воденичарят Тоде, а жандармът Хюсеин, пазачът Халид, пожарникарят Давуд, войниците Мехмед и Арслан, както и други чауши били ранени“, осъден на 4 години каторга, лежал в Скопския затвор, амнистиран с общата амнистия от 12 април 1904 година[23]
- Диаманди Николов Тръпчев (1867 – 1942), български военен деец и общественик, един от учредителите на Македонския научен институт
- Димитри Петре Тенчо Икономов, българин, православен, арестуван на 28 януари 1901 година, обвинен в „присъединяване към бунтовническото движение и дръзване да употреби оръжие против жандармерията и султанската войска, които били изпратен да задушат въоръженото събиране[24] в махалата Ново село, Щипска каза, където се призовавало на оръжие, и замесеност в сблъсъка, който со случил след това, в който били убити капитан Реджеп ефенди, поручик Али ефенди и воденичарят Тоде, а жандармът Хюсеин, пазачът Халид, пожарникарят Давуд, войниците Мехмед и Арслан, както и други чауши били ранени“, осъден на 6 години каторга, лежал в Скопския затвор, амнистиран с общата амнистия от 12 април 1904 година[25]
- Димитър Костадинов Бабамов (около 1871/2 – 1910), български общественик, председател на Щипската българска община
- Димитър Стоянов Белаянин (? – около 1890), български учител
- Димитър Домазетов (1904 – 1925), български революционер
- Димитър Мирасчиев (1872 – 1934), български революционер и публицист
- Димитър Недков (1883 – 1977), български революционер
- Димитър Павлов (1850 – 1919), български просветен деец
- Димитър Тролев, български пожарникар, виден деец на пожарното дело; командир на пожарната в София, Русе[26][27][28]
- Димчо Стефанов (1900 – ?), деец на ВМОРО убит преди 1918 г.[2][4]
- Димче Беловски (1923 – 2010), югославски партизанин и политик, деец на НОВМ
- Добри Манасиев (1874 – 1947), български революционер, учител и политик
- Доне Ефремов, български революционер, деец на ВМОРО, обесен[9]
- Доне Звездин, български революционер, деец на ВМОРО, умрял преди 1918 г.[9]
- Доне Христов, български революционер, деец на ВМОРО, четник в четата на Иван Бърльо в 1915 година[20]

### Е
- Екатерина Александрова Ципушева (1879 – 1967), българска учителка и революционерка
- Елена Иванова Генчева, омъжена в Горна Бела речка, дългогодишна учителка, участничка в Септемврийското въстание, авторка на спомени[29]
- Елена Константинова (Коцева) Мазнева-Накашева (1892 – 1969, Ню Йорк), завършила с отличие Солунската гимназия, съпруга на Панчо Накашев, общественичка
- Емануил Развигоров (1866 – 1919), български революционер
- Емануил Чучков (1901 – 1967), югославски политик;
- Емилия Рамбабова (р. 1977), зъболекарка и политик от Северна Македония
- Ефрем Стоилков (Стойманов), български учител в родния си град след 1830 година и в Куманово около 1866 година, по-късно е ръкоположен за свещеник[30]
- Ефрем Чучков (1870 – 1923), български общественик

### Ж
- Жан Митрев (1961 – ), виден кардиохирург от Северна Македония

### З
- Зоран Костовски (1968 – ), общински съветник и председател на ВМРО – НП в Щип. Един от първите, които издигат плочата на Тодор Александров в щипското Ново село след разпада на Югославия и пръв изнася слово в памет на Александров след промените.

### И
- Иван Бърдаров, български учител и революционер
- Иван (или Илия) Донев, български свещеник и революционер от ВМОРО, четник на Иван Бърльо в 1914 година[13] и в март - май 1915 година[14]
- Иван Шандаров (около 1861 – след 1900), български просветен деец и писател
- Иван М. Голев (1869 или 1870 – 1945), български лекар и просветен деец
- Иван Михайлов (1896 – 1990), български революционер, водач на ВМРО;
- Илия Арев (1914 – 1977), актьор от Социалистическа република Македония
- Илия Ванев Гюрков, български революционер от ВМОРО, четник на Апостол Петков[31]
- Илия Лилинков (1902 – 1927), български революционер, деец на ВМРО
- Ипократ Развигоров (1900 – 1927), български революционер
- Илия Арев (1914 – 1977), актьор от Социалистическа република Македония

### Й
- Йордан Атанасов (1885 – след 1950), български революционер
- Йордан Бабамов, политик от Кралство Югославия, избран за депутат в 1931 г.[32][33]
- Йордан Витошански (1879 – 1903), български революционер
- Йордан Герасимов Трайчев – Шишкин (1889 – 1944), български партизанин[34]
- Йордан Гюрков (1891 – 1931), български революционер
- Йордан Панев Гиров (7 август 1914 – ?), завършил в 1942 година земеделие в Софийския университет[35]
- Йордан Санев, български революционер от ВМОРО, четник на Диме Трайчев,[36] четник на Ефрем Миладинов в 1914 година[37]
- Йосиф Ковачев (1839 – 1898), български учен и държавник
- Йордан Коцов (Коцев), български революционер от ВМОРО, четник на Мише Развигоров[16] и на Йордан Спасов[38]
- Йордан Миялков (1932 – 1991), македонски политик
- Йордан Цицонков (1900 – 1926), деец на ВМРО[4]

### К
- Ката Коцева Нушева, на 72 години към 19 февруари 1943 година, българска революционерка, деятелка на ВМОРО, активна членка за освобождаването на Македония и присъединяването към България. Осъдена е от новите сръбски власти на 5 години строг тъмничен затвор, заради убийството на генерал Ковачев, изтезавана в затвора. Като деятелка за освобождението на Македония получава парична помощ от министъра на здравето в София. На 19 февруари 1943 година, като жителка на Щип, подава молба за българска народна пенсия, която е одобрена и пенсията е отпусната от Министерския съвет на Царство България.[39]
- Катарина Костадинова Джидрова (1878 – ?), по баща Бояджиева, българска учителка и революционерка от ВМОРО
- Кирил Глигоров (1903 – 1924), български революционер
- Киро Глигоров (1917 – 2012), президент на Северна Македония
- Кирил (Киро) Паунов (Паунков) Ацков (10 април 1871 – ?), български революционер, четник на Иван Бърльо в 1914 година[13] терорист на михайловисткото крило на ВМРО[40]
- Црън Киро, терорист на ВМОРО[41]
- Кольо Гюрков (1882 – след 1945), български революционер
- Коле Кюлюмов, български революционер, деец на ВМОРО, през Първата световна война награден с бронзов медал „За заслуга“ за заслуги към постигане на българския идеал в Македония[42]
- Константин Анастасов, автор на „Кратко описание на святите двадесят монастири в Атонската гора. Заради поклонниците, що идат на Свята гора, и за ония, които желаят да знаят чудесата, що са по святогорските монастири. Издал Константин Анастасов от Щип. Издание трето. Цариград, в печатницата на Т. Дивитчиана, 1866“[43]
- Константин Живков (р. 1870), български военен деец
- Константин Шекеринов, български учител в Щип между 1874 – 1883 година[44]
- Коста Атанас (1797 – пр. 1865), български революционер, участник в Гръцката война за независимост
- Коста Балабанов (р. 1929), общественик от Северна Македония, сътрудник на югославските тайни служби
- Коста Яневски (р. 1950), северномакедонски политик
- Костадин Арсов, доброволец в Ученическия легион на Българската армия през Сръбско-българската война в 1885 година[45]
- Костадин войвода, български хайдутин, действал с чета в Югозападна България през втората половина на XIX век[46]
- Костадин Маджунков, български просветен деец
- Коцана Стоянова, българка, православна, арестувана на 28 януари 1901 година, обвинена в „присъединяване към бунтовническото движение и дръзване да употреби оръжие против жандармерията и султанската войска, които били изпратен да задушат въоръженото събиране в махалата Ново село, Щипска каза, където се призовавало на оръжие, и замесеност в сблъсъка, който со случил след това, в който били убити капитан Реджеп ефенди, поручик Али ефенди и воденичарят Тоде, а жандармът Хюсеин, пазачът Халид, пожарникарят Давуд, войниците Мехмед и Арслан, както и други чауши били ранени“, осъдена на 3 години каторга, лежал в Скопския затвор, амнистирана с общата амнистия от 12 април 1904 година[25]
- Коце Гочев – Адвоката (1850 – 1915), български революционер
- Коце Лазаров (? – 1903), български революционер
- Коце Михайлов (1894 – 1945), български революционер
- Коце Щипянчето (? – 1907), четник от ВМОРО, загинал в сражение със сърбите в местността Борила, Прилепско[47]
- Крум Банов, български революционер, деец на ВМРО[48]

### Л
- Лазар Донев Гацов, арестуван след убийството на Стоян Мишев в 1924 година, осъден на 20 години, лежал 4 години във вериги в Лепоглава и умрял;[49][50][51] на 29 април 1943 година баща му Доне Деянов Гацов, живеещ в Щип, подава молба за българска народна пенсия, която е одобрена и пенсията е отпусната от Министерския съвет на Царство България[49]
- Лазар Кльонков (1880 – 1956), български революционер, войвода на ВМРО
- Лазар Тодоров, български революционер от ВМОРО, четник на Стоян Мишев[11]
- Лазо Толев, български революционер от ВМОРО, четник на Александър Георгиев[52]
- Любомир Здравев, български революционер от ВМОРО, четник на Стоян Мишев[53]
- Любомир Милетич (1863 – 1937), български учен
- Любомир Тодоров Александров (10 септември 1914 – ?), завършил в 1942 година география в Софийския университет[54]
- Любчо Георгиевски (1966 – ), българин, политик от Северна Македония
- Любчо Гроздев (1930 – 1989), политик от Социалистическа република Македония
- Любчо Йордановски (1953 – ), политик от Северна Македония

### М
- Мане Арсов, български съдия[55]
- Мане Кльонков, български революционер, изселник в Симитли, активист в Спомагателната организация на ВМРО. Иван Михайлов пише, че той е бил „винаги въ услуга на Дѣлото.“[56]
- Мане Накашев (1888 – 1933), български общественик, фармацевт и революционер, деец на михайловисткото крило на ВМРО
- Мано Стоянов, български революционер, деец на ВМОРО, четник в четата на Иван Бърльо в 1915 година[20]
- Манчо Белчев, стипендиант на Руския синод, следва в духовно училище през 1869 година и в Табор, Чехия (1869 – 1871), завършва естествени науки в Пилзен, учителства в Свищов през 1874 година, прави опити да напише учебници по зоология и ботаника,[57] гимназиален директор[58]
- Методий Устичков (1867 – ?), български духовник, виден деец на ордена на августинците-успенци
- Мария Кукубайска (р. 1950), писателка от Северна Македония
- Милан Антонов (1882 – ), български просветен деец
- Милан (Миле) Войнов, български революционер от ВМОРО, четник на Иван Бърльо в 1914 година[13] и в март - май 1915 година[14]
- Милан Константинов (Коцев) Добутов (1877 – 1950), завършил първия випуск на Скопското българско педагогическо училище.[59] През Първата световна война е капитан в българската армия, награден с ордени „За храброст“ и „За военна заслуга“.[60]
- Милан Кръстев (? – 1907), български революционер, щипски градски войвода на ВМОРО, загинал заедно с Мише Развигоров на 3 април 1907 година[2][61]
- Милан Туджаров (1888 – ?), български революционер от ВМОРО
- Милан Янков (1886 – ?), български революционер от ВМОРО, четник на Пандо Сидов[62]
- Минчо Йорданов (1944 – ), политик от Северна Македония
- Мирчо Кикиридков (1904 – 1944), български революционер, терорист на ВМРО;
- Мите Димитри, българин, православен, арестуван на 28 януари 1901 година, обвинен в „присъединяване към бунтовническото движение и дръзване да употреби оръжие против жандармерията и султанската войска, които били изпратен да задушат въоръженото събиране в махалата Ново село, Щипска каза, където се призовавало на оръжие, и замесеност в сблъсъка, който со случил след това, в който били убити капитан Реджеп ефенди, поручик Али ефенди и воденичарят Тоде, а жандармът Хюсеин, пазачът Халид, пожарникарят Давуд, войниците Мехмед и Арслан, както и други чауши били ранени“, осъден на 4 години каторга, лежал в Скопския затвор, амнистиран с общата амнистия от 12 април 1904 година[63]
- Мите Хаджимишев (1873 – 1953), български революционер
- Михаил Арсов Кикиридков, български революционер
- Михаил Христов Домазетов (1896 – ?), български юрист
- Михаил Каламатиев (1896 – ?), деец на ВМРО, впоследствие ренегат
- Михаил Ковачев (1840 – 1908), български революционер
- Михаил Колев – Шилката (? – 1929), български революционер от ВМРО, загинал в Щип[64] на 14 юли 1929 година[48]
- Михаил Костенцев (1832 – 1929), български просветен деец;
- Михаил К. Манасиев (1873 – ?), български общественик, деец на ВМОК, завършил с шестия випуск Солунската българска мъжка гимназия през 1891 година[65] и в 1900 година химия в Софийския университет.[66]
- Михаил Марков, български революционер
- Михаил Момчеджиков (1872 – 1959), български обществен и църковен деец
- Михаил Наутлиев (? – 1924), български революционер
- Михаил Охридски и Македонски (1912 – 1999), глава на Македонската православна църква;
- Михаил Пенушлиев (? – 1930), български търговец в Солун, починал в София[67]
- Михаил Ренджов (1936 – ), писател от Северна Македония
- Михаил Филипов (1870 – ?), български общественик, завършил със седмия випуск Солунската българска мъжка гимназия през 1892 година[65] и в 1904 година математика и физика в Софийския университет.[68]
- Михайло Апостолски (1906 – 1987), югославски и македонски военен деец;
- Мише Буйнов, български революционер, деец на ВМОРО, четник на Иван Бърльо в 1915 година[69]
- Мише Данчов, български революционер от ВМОРО,[70]
- Мише Развигоров (1873 – 1907), български революционер
- Мишо Божко, българин, православен, арестуван на 28 януари 1901 година, обвинен в „присъединяване към бунтовническото движение и дръзване да употреби оръжие против жандармерията и султанската войска, които били изпратен да задушат въоръженото събиране в махалата Ново село, Щипска каза, където се призовавало на оръжие, и замесеност в сблъсъка, който со случил след това, в който били убити капитан Реджеп ефенди, поручик Али ефенди и воденичарят Тоде, а жандармът Хюсеин, пазачът Халид, пожарникарят Давуд, войниците Мехмед и Арслан, както и други чауши били ранени“,[25] осъден на 6 години каторга, лежал в Скопския затвор, амнистиран с общата амнистия от 12 април 1904 година[23]
- Мишо Хаджитоманов (1902 – ?), деец на ВМРО[4]
- Мишо Шестаков, четник в четата на Мише Развигоров[16]

### Н
- Нанчо Витларов (1901 – ?), деец на ВМРО[4]
- Наум Бърдаров, български учител и деец на ВМОРО[71]
- Наум Момчеджиков (1908 – 1984), български революционер от ВМРО
- Никола Балабанов (1898 – 1969), български театрален деец
- Никола Иванов-Балтон (1948 – 2012), художник от Северна Македония
- Никола Кангалов (1901 – ?), терорист на ВМРО, привърженик на Иван Михайлов,[4][72][73]
- Никола Коцев (1882 – ?), български свещеник и просветен деец
- Никола Клюсев (1927 – 2008), политик, 1-ви министър-председател на Северна Македония
- Никола Наумов (1871 – 1931), български революционер, основател на ВМОК, деец на ВМОРО
- Никола Панчев, деец на ВМОРО
- Никола Попспиров, български революционер, четник на Лазар Тодоров в 1914 година[74]
- Никола Северов (1879 – ?), деец на ВМРО

### П
- Панайот Манов, (1867 – 1931), български революционер
- Пандо Бурев, български революционер, деец на ВМОРО, четник в четата на Иван Бърльо в март - май 1915 година[14]
- Пане Гочев, български революционер, деец на ВМОРО, обесен[9]
- Пане Прошев (1866 – ?), български революционер
- Пано Георгиев, български революционер, деец на ВМОРО, четник на Иван Бърльо в 1915 година[69]
- Пано Иванов Поляка, български революционер от ВМОРО, четник на Мише Развигоров[16][16]
- Пано Младчев, (1880 – ?), български революционер
- Панче Гюрков (1894 – ?), български печатар
- Панче Кралев (р. 1981), политик от Северна Македония, министър
- Панчо Йосков (1897 – ?), български офицер, полковник
- Панчо Ефремов Юруков (1903 – 1982), емигрирал в 1913 г. в София, печатар, член на БКМС от 1919 г., на БКП от 1945 г., автор на спомени[75]
- Панчо Лазаров (? – 1918), български военен деец, подпоручик, загинал през Първата световна война[76]
- Панчо Михайлов (1896 – 1965), български белетрист
- Панчо Михайлов (1891 – 1925), български революционер и поет
- Панчо Накашев (1881 – 1962), български общественик, първият аптекар на Медицинския факултет в София (Александровска болница), деец на ВМРО
- Панчо Тодоров (1893 – 1933), български революционер от ВМРО
- Панчо Тошев (1894 – 1942), деец от ВМРО, депутат в XXIII ОНС (1931 – 1934) и окръжен пълномощник на ЦК на ВМРО за Пиринска Македония
- Петър Гушлев, български революционер, деец на ВМОРО
- Петър Джидров (1876 – 1952), български политик
- Петър Донов, български революционер, четник на Ефрем Миладинов в 1914 година[37]
- Петър (Петре) Жабата, български революционер, деец на ВМОРО, четник на Мише Развигоров[16], убит преди 1918 г.[2]
- Петър Завоев (1880 – 1969), български публицист
- Петър Колев (р. 1986), македонски политик, публицист и пробългарски активист
- Петър Коцев, български революционер от ВМОРО, четник на Васил Пачаджиев[77]
- Петър Чачаров, български фолклорист от края на XIX и началото на XX век
- Петър Прошев (Пешо Прошев), български революционер, член на Щипския околийски комитет на ВМОРО през 1904 година[78][79]
- Плиска Манасиева (р. 1950), студентка, арестувана от сърбокомунистите заедно с баща си Тодор заради пренесените в СР Македония български учебници и книги, и през 1970 година осъдена на година и половина затвор[80]
- Псалтир Никевски, български революционер, деец на ВМОРО, убит преди 1918 г.[12]

### Р
- Ратка Чоревска (1925 – 2016), актриса от Северна Македония
- Рачо Косев, български вестникар и дипломат
- Ристо Лазаров (р. 1949), писател от Северна Македония
- Роза Койзеклиева (1902 – 1948), българска просветна деятелка и революционерка

### С
- Санде Джамбазов (1874 – 1921), български революционер
- Санде Колев Самарджия (1850 – след 1943), български революционер
- Сандо Здравков, български революционер от ВМОРО, четник на Лука Джеров[81]
- Сандо Иванов (1899 – ?), деец на ВМРО[4]
- Сандо Панов, български революционер, деец на ВМОРО, четник в четата на Иван Бърльо в 1915 година[20]
- Сандо Стоянов, български революционер от ВМОРО, четник на Петър Ангелов[82]
- Сане Йосифов, български революционер от ВМОРО, четник на Стоян Мишев[11]
- Сашко Кедев (1962 – ), кардиохирург и политик от Северна Македония
- Серафим Григоров (1910 – 1931), български поет
- Симеон Коцев Пенушлиев (р. 28 януари 1897 – ?), интербригадист[83]
- Симеон Хаджикимов (1877 – 1955), български революционер, деец на ВМОРО и на ВМРО;
- Симеон Хаджитошев (? – 1933), български търговец, установил се в град Хасково, привърженик на Иван Михайлов, убит от протогеровисти във вила „Русалка“ – Банкя[84]
- Славейко Арсов (1873 – 1904), български революционер, войвода на ВМОРО;
- Славица Шуманска-Митева (р. 1980), северномакедонска филоложка и политик
- Славчо Стоименски (1921 – 1943), югославски партизанин, народен герой на Югославия
- София Донева Прилепчанска-Йосифова (1896 – 1931), една от първите български цигуларки, завършила в Грац, деятелка на Македонския женски съюз[85]
- Спиридон Михайлов (1878 – 1925), български военен деец
- Спиро Константинов Михайлов (1887 – 1936), български юрист и общественик, член-учредител на Македонския научен институт
- Спиро Килиманов, деец на ВМОРО
- Спиро Суруджиев (? – 1913), български търговец, просветен и църковен деец;
- Стоян Мишев (1882 – 1924), български революционер, по-късно ренегат[16]
- Стойче Кръсте, българин, православен, арестуван на 28 януари 1901 година, обвинен в „присъединяване към бунтовническото движение и дръзване да употреби оръжие против жандармерията и султанската войска, които били изпратен да задушат въоръженото събиране в махалата Ново село, Щипска каза, където се призовавало на оръжие, и замесеност в сблъсъка, който со случил след това, в който били убити капитан Реджеп ефенди, поручик Али ефенди и воденичарят Тоде, а жандармът Хюсеин, пазачът Халид, пожарникарят Давуд, войниците Мехмед и Арслан, както и други чауши били ранени“, осъден на 6 години каторга, лежал в Скопския затвор, амнистиран с общата амнистия от 12 април 1904 година[24]
- Страхил Развигоров (1897 – 1948), български революционер
- Сърбо Ивановски (1928 – 2014), писател от Северна Македония
- Славе Иванов (1888 – 1948), български революционер
- Спас Христов, български революционер, четник на Дончо Ангелов в 1914 година[86]
- Станко Янев Тролев – Фифико (1892 – 1931), български революционер от ВМОРО, починал в София[87]
- Стоил Бичиклиев (? – 1924), български революционер от ВМРО
- Стоян Параспуров (? – 1907), деец на ВМОРО
- Стоянче Рибарев (р. 1964), северномакедонски юрист

### Т
- Тано Манасиев, български революционер, четник на Ефрем Миладинов в 1914 година[37]
- Тасе Гюрков, български революционер
- Татияна Лалчевска (р. 1973), северномакедонска педагожка и политик
- Текин Аръбурун (1905 – 1993), турски военен деец и политик
- Тодор Александров (1881 – 1924), български революционер, водач на ВМРО;
- Тодор Арсов, български революционер от ВМОРО, четник на Славейко Арсов[88]
- Тодор Арсов (1912 – 1943), югославски партизанин и деец на НОВМ
- Тодор Белоглавов (1869 – ?), български просветен деец
- Тодор Василев, български революционер от ВМОРО, четник на Александър Георгиев[52]
- Тодор Гичев, български лекар, революционер и общественик
- Тодор Гущеров (1899 – ?), деец на ВМРО[4]
- Тодор Димитров Илиев, български просветен деец, гимназиален директор,[89] учил в Робърт колеж от 1880/1881 до 1885/1886 година, когато завършва[90]
- Тодор Лазаров (1869 – 1912), български революционер, член на ЗП на ВМОРО
- Тодор Манасиев (? – 6 юли 1974), български адвокат, репресиран от сърбокомунистите заради открито демонстрираното му българско самосъзнание, получавайки 3-годишна присъда, в резултат на което умира[80]
- Тодор Мировски (1904 – 1959), икономист от Северна Македония
- Тодор Павлов (1890 – 1977), български учен и политик, академик;
- Тодор Хр. Пиперевски, български индустриалец, дарител и революционер, касиер на ВМРО
- Тодор Серсемов, български революционер, четник на Ефрем Миладинов в 1914 година[37]
- Тодор Станчев (? – 1915), български военен деец, поручик
- Тодор Тошанов, български революционер, четник на Дончо Ангелов в 1914 година[91] и на Кръсто Лазаров в 1915 година[92]
- Тодор Хаджикостадинов (Хаджиконстантинов), български революционер
- Трайко Калайджиев (1860 – 1910), български свещеник и революционер
- Трайко Клисаров, български учител в общинското градско училище през 1830 година[93]
- Трайко Константинов (1848 – 1919), български методистки проповедник
- Трайче Кацаров (р. 1959), писател от Северна Македония
- Трайчо Данчов, български революционер, деец на ВМОРО[70]
- Трайчо Станчев (Станчов), български революционер
- Траян Митев Станойков, войник от Радовишкия партизански отряд на 11-а македонска дивизия
- Трайчо Пацков (1902 – 1925), български революционер от ВМРО

### Ф
- Ферус Мустафов (р. 1950), музикант
- Фируз Демир (1923 – 1988), политик от Социалистическа република Македония и деец на НОВМ

### Х
- Христо Георгиев, български революционер от ВМОРО, четник на Гроздан Рандев[77]
- Христо Гръничаров (1856 – ?), български духовник и революционер
- Христо Димитров, български лекар
- Христо Ефремов, български революционер
- Христо Коцев (1869 – 1933), български революционер и просветен деец
- Христо Марков, български просветен деец, учител в Скопското българско свещеническо училище[94]
- Христо Митов, български революционер, четник на Владимир Хаджиниколов в 1914 година[95]
- Христо Настев (1876 – 1962), български революционер
- Христо Петрев, български революционер от ВМОРО, четник на Иван Бърльо в 1914 година[13] и в март - май 1915 година[14]
- Христо Прошо, българин, православен, арестуван на 28 януари 1901 година, обвинен в „присъединяване към бунтовническото движение и дръзване да употреби оръжие против жандармерията и султанската войска, които били изпратен да задушат въоръженото събиране в махалата Ново село, Щипска каза, където се призовавало на оръжие, и замесеност в сблъсъка, който со случил след това, в който били убити капитан Реджеп ефенди, поручик Али ефенди и воденичарят Тоде, а жандармът Хюсеин, пазачът Халид, пожарникарят Давуд, войниците Мехмед и Арслан, както и други чауши били ранени“, осъден на 12 години каторга, лежал в Скопския затвор, амнистиран с общата амнистия от 12 април 1904 година[96]
- Христо Секулов (1871 – ?), български просветен деец
- Христо Хаджияне, българин, православен, арестуван на 28 януари 1901 година, обвинен в „присъединяване към бунтовническото движение и дръзване да употреби оръжие против жандармерията и султанската войска, които били изпратен да задушат въоръженото събиране в махалата Ново село, Щипска каза, където се призовавало на оръжие, и замесеност в сблъсъка, който со случил след това, в който били убити капитан Реджеп ефенди, поручик Али ефенди и воденичарят Тоде, а жандармът Хюсеин, пазачът Халид, пожарникарят Давуд, войниците Мехмед и Арслан, както и други чауши били ранени“, осъден на 6 години каторга, лежал в Скопския затвор, амнистиран с общата амнистия от 12 април 1904 година[23]
- Христо Чемков (? – 1898), български революционер
- Христо Червенелеков, български революционер
- Христо Шекеринов, български революционер
- Хюдай Юлкер (р. 1951), турски германски писател

### Ц
- Цвета Апостолска (1913), деец на НОВМ

### Ю
- Юрдан Варадински (1879 – 1903), български революционер от ВМОРО

### Опълченци от Щип
- Александър Попанастасов, III опълченска дружина, умрял преди 1918 г. в София[97]
- Ефто Димитров, IV опълченска дружина, живущ в София;
- Иван Апостолов, постъпил в Българското опълчение на 13 май 1877 година, IV дружина, II рота. Убит през август 1877 година.[98]
- Михаил Минев, родом от Ново село, III опълченска дружина, умрял преди 1918 г.[99]
- Михаил Николаев, III опълченска дружина, умрял преди 1918 г.[99]

### Македоно-одрински опълченци от Щип
- Александър (Алекса) Стоянов Максимов (1878 – след 1943), работник, III отделение, служи като тръбач в 3-та рота на 3-та солунска дружина, 15-а щипска дружина, носител на орден „За храброст“ IV степен;[100] на 13 март 1943 година, като жител на Бургас, подава молба за българска народна пенсия, която е одобрена и пенсията е отпусната от Министерския съвет на Царство България[101]
- Атанас Алексиев, 40-годишен, земеделец, 2 рота на 13 кукушка дружина, убит на 17 юни 1913[102]
- Борис Андонов Шандаров, 24-годишен, жител на София, шивач, прогимназиално образование, четата на Иван Бърльо, инженерно-техническа част на МОО, 1 рота на 14 воденска дружина[103]
- Васил Арсов, четата на Коста Христов Попето, четата на Тодор Александров[104]
- Владимир Александров, жител на София, 4 рота на 3 солунска дружина, носител на орден „За храброст“ IV степен[105]
- Григор Александров, 2 рота на 3 солунска дружина, носител на орден „За храброст“ IV степен[105]
- Димитър Александров, 13 кукушка дружина[105]
- Димитър Арсов, жител на Балбунар, Нестроева рота на 9 велешка дружина, носител на бронзов медал[106]
- Иван Шекеринов, 45-годишен, жител на Кюстендил, обущар, I клас, 1 рота на 7 кумановска дружина[107]
- Йордан Шекеринов, 40-годишен, 1 рота на 5 одринска дружина[107]
- Марко Кузин, 28-годишен, земеделец, неграмотен, четата на Иван Бърльо[108]
- Милан Коцев Джуров (1878 – след 1943), 2-ра рота на 3-та солунска дружина, носител на орден „За храброст“ IV степен;[109][110] на 29 март 1943 година, като жител на Струмица, подава молба за българска народна пенсия, която е одобрена и пенсията е отпусната от Министерския съвет на Царство България[109]
- Мише Апостолов, 30-годишен, надничар, грамотен, четата на Иван Бърльо[111]
- Никола Андонов, 24-годишен, шекерджия, IV отделение, четата на Гоце Бърдаров, 3 рота на 14 воденска дружина[112]
- Никола Андонов, 28 (29)-годишен, шекерджия, I клас, 4 рота на 3 солунска дружина, орден „За храброст“ IV степен[112]
- Пане (Панче) Александров, 20 (21)-годишен, дърводелец, III отделение, Нестроева рота на 3 солунска, 15 щипска дружина[102]
- Панче Алексиев, Нестроева рота на 3 солунска дружина.[113]
- Панче Андонов, 27-годишен, сладкар, IV клас, 3 рота на 3 солунска дружина, 15 щипска дружина[112]
- Петър К. Бабамов, 30-годишен, чиновник, търговец, IV клас, Нестроева рота на 3 солунска дружина, 15 щипска дружина[114]
- Сандо (Санде) Здравев, 55-годишен, бакалин, грамотен, 15 щипска дружина.[115] Деец на ВМОРО[116]
- Симеон Коцов Байков, 20-годишен, дограмаджия, грамотен, четата на Иван Бърльо, 15 щипска дружина[117]
- Славе Александров, 4 рота на 3 солунска дружина[102]
- Славко Гърличков, 30-годишен, чиновник, 15 щипска дружина.[118] 1941 година е избран за председател на шипското настоятелство на Илинденската организация, същата година влиза в Щипския изпълнителен комитет на Българските акционни комитети.[119]
- Тоде Митев Абагазов, 36-годишен, обущар, I клас, 15 щипска дружина[120]
- Тодор Янев (1887 – ?), 2 рота на 3 солунска дружина. През ноември 1912 година е назначен за войвода на чета в Малгара, Източна Тракия[121]
- Христо Коцов Байков, 25-годишен, дограмаджия, грамотен, четата на Иван Бърльо, 15 щипска дружина[117]

## Починали в Щип
- Александър Абаджиев (? – 1913), български военен деец, подпоручик, загинал през Междусъюзническа война[122]
- Александър Георгиев (Санде Чолака, ? – 1908), български революционер
- Александър Малинов (? – 1904), български революционер, загинал в Ново село
- Анастас Николов (? – 1920), български зограф
- Апостол Поликарев, български духовник
- Белю Киров Киров (? – 1913), български военен деец, майор, загинал през Междусъюзническа война[123]
- Васил Марков Марков (? – 1913), български военен деец, капитан, загинал през Междусъюзническа война[124]
- Васил Хаджикимов (1903 – 1992), български революционер, деец на ВМРО (обединена) и на ВМРО, починал в Ново село
- Вера Циривири (1920 – 1944) – югославска партизанка и деятелка на НОВМ
- Владимир Живков (? – 1910), български духовник и революционер
- Георги Чобанов Димитров (? – 1913), български военен деец, майор, загинал през Междусъюзническа война[125]
- Дафко Данаилов (1892 – 1982), български революционер от ВМОРО и ВМРО
- Димитър Иванов Бояджиев (? – 1913), български военен деец, подпоручик, загинал през Междусъюзническа война[126]
- Димитър Митрев (? – 1913), български военен деец, подпоручик, загинал през Междусъюзническа война[127]
- Желю Ив. Кирилчев, български военен деец, поручик, загинал през Първата световна война, при Ново село[128]
- Иван Дамянов Михайлов (? – 1913), български военен деец, капитан, загинал през Междусъюзническа война[129]
- Иван Неделчев Кехайов (? – 1913), български военен деец, подпоручик, загинал през Междусъюзническа война[130]
- Кирил Григоров (1903 – 1925), български революционер
- Колю Енев Минев (? – 1913), български военен деец, подпоручик, загинал през Междусъюзническа война[131]
- Костадин Раев Стоев (1920 – 1944), български партизанин, загинал през Втората световна война[132]
- Константин Койчев Чаролозов (? – 1913), български военен деец, подпоручик, загинал през Междусъюзническа война[133]
- Константин Цанев Бояджиев (? – 1913), български военен деец, капитан, загинал през Междусъюзническа война при Ново село[133]
- Матей Семков Коджатонов (1923 – 1944), български партизанин, загинал през Втората световна война[134]
- Мише Развигоров (1873 – 1907), български революционер
- Никола Михайлов Панов (? – 1913), български военен деец, подпоручик, загинал през Междусъюзническа война[135]
- Никола Панчев Панчев (? – 1913), български военен деец, майор, загинал през Междусъюзническа война, при Ново село;[136]
- Никола Сарафов (? – 1921), български революционер
- Петър Грабов – Жабата (? – 1907), български революционер от ВМОРО, четник при Мише Развигоров[137]
- Саватие Гърбич (30 юли 1868 – 18 февруари 1915), сръбски учител, преводач, писател[138]
- Славчо Стоименски (1921 – 1943), югославски партизанин, народен герой на Югославия
- Стайко Филипов Филипов (? – 1913), български военен деец, подпоручик, загинал през Междусъюзническа война[139]
- Стоян Янков (? – 1913), български военен деец, подпоручик, загинал през Междусъюзническа война[140]
- Тодор Николов Ангелов (? – 1913), български военен деец, капитан, загинал през Междусъюзническа война[141]